# Bolesław Iwański
Bolesław Iwański (ur. 8 marca 1926 w Ocyplu, zm. 4 października 1993 w Gdyni) – polski bokser, kapitan żeglugi wielkiej rybackiej.

## Życiorys
W latach 1945–1950 był zawodnikiem gdańskich klubów Grom, Kotwica i MKS-GKS. Jego największym sukcesem w karierze był srebrny medal indywidualnych bokserskich mistrzostw Polski w 1950 w kategorii wagi średniej do 72,6 kg.
Od 15 roku życia pracował jako rybak, w 1950 przerwał karierę sportową i rozpoczął pracę w przedsiębiorstwie Dalmor, w 1961 otrzymał stopień kapitana żeglugi wielkiej rybackiej. 
Był odznaczony Orderem Sztandaru Pracy II (1964) i I klasy (1969). 
Pochowany na cmentarzu Witomińskim (kwatera 10-10-12).

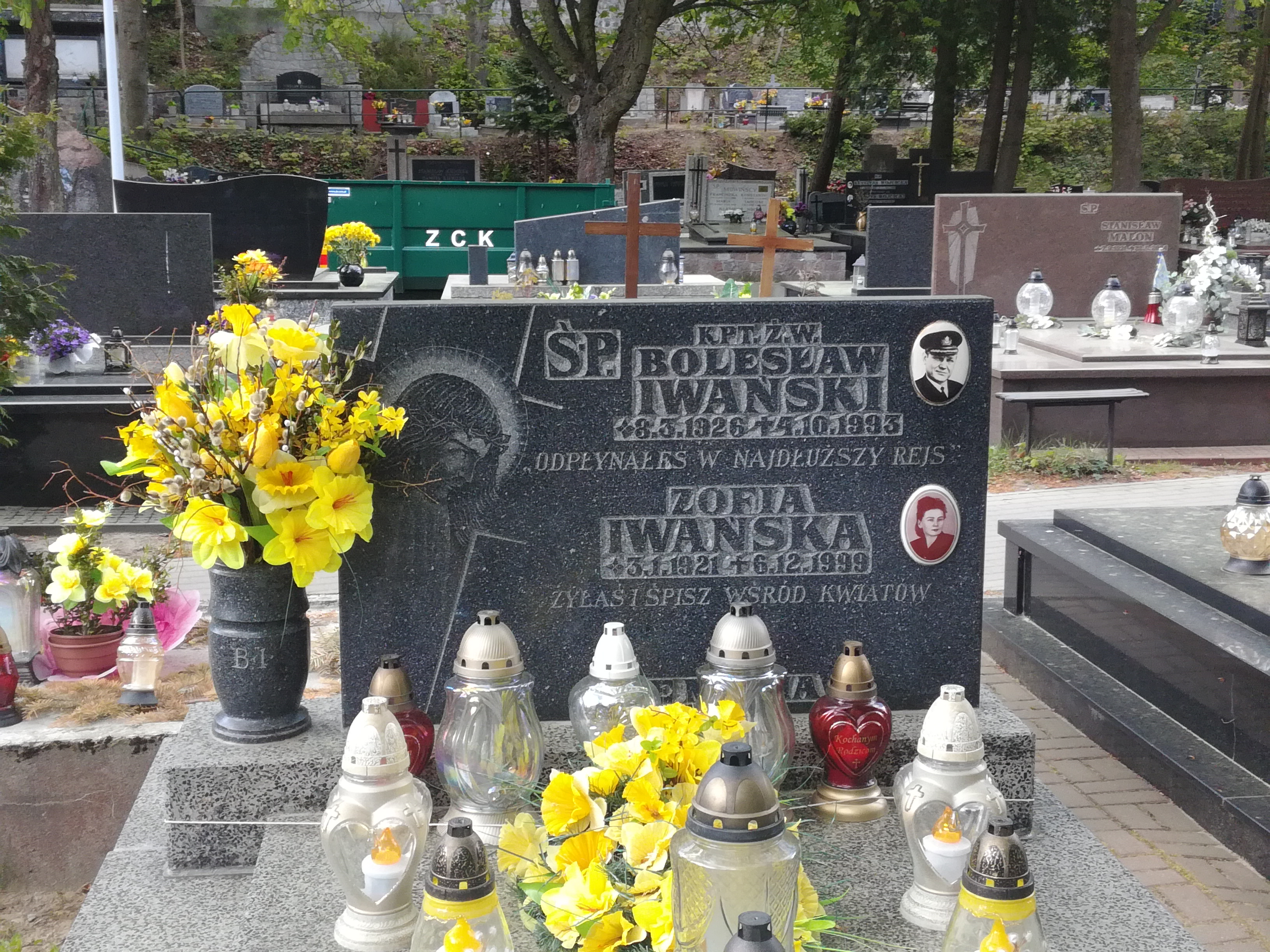
kwatera Bolesława Iwańskiego na cmentarzu Witomińskim